# 分配正義
分配正義是指资源分配領域中涉及的社會正義，即政策制定者根据文化、经济条件、歷史等因素制定偏向於弱勢群體的法律和政策，以保证一个相对公平的结果。人們經常把分配正義與程序正义進行对比，分配正義侧重于结果，程序正义側重於過程。在社会心理学中，分配正義被定义为群体成员能否感受到有公平的待遇。 例如，当一些工人工作时间更长但與其他人工资一樣时，這些工人可能会觉得不公平。
以工作為例，研究發現分配正義對於薪資滿意度與工作滿意度的影響更大，而程序正義對於組織認同感與下屬對上司的評價的影響更大。